# Zamek Gryżów
Zamek Gryżów (również Zamek Mauerberg) – zamek wybudowany około XIII wieku nad rzeką Ścinawą Niemodlińską, na terenie późniejszych Piorunkowic. Zniszczony około XV wieku.

## Historia
Zamek gotycki został wzniesiony nad rzeką Ścinawą Niemodlińską, przy dwóch szlakach handlowych. Pierwszy z nich prowadził z Wrocławia do Ołomuńca przez Nysę, Prudnik i Opawę, a drugi do Krakowa m.in. przez Białą i Głogówek. Na ziemi prudnickiej była to druga pod względem znaczenia twierdza po zamku Wogendrüssel w Prudniku.
Według niemieckiego badacza lokalnej historii Alfonsa Nowacka zamek nosił nazwę Schweinsdorf, od ówczesnej nazwy Piorunkowic, a także Mauerberg (pol. murowana góra) i roten Hausberg (pol. góra czerwonego domu). W dawnych dokumentach występował on pod nazwą sąsiedniej wsi Gryżów.
Według historyka Zbigniewa Bereszyńskiego zamek zbudowany został w okresie kolonizacji miejscowych terenów pod koniec XIII wieku. Według Alfonsa Nowacka za założenie Gryżowa (oraz Lubrzy, Czyżowic i Prężyny) odpowiada śląski rycerz Jan Sybocic (Johannes Sibote), który zmarł w 1233. Pierwsza wzmianka o zamku pochodzi z 1358.
W dokumencie księcia Henryka VIII Wróbla wystawionym w Prudniku 2 lipca 1392 występuje świadek Mikołaj z Gryżowa, który mógł być kasztelanem zamku. W dokumencie książąt Bolka V i Bernarda z Głogówka wymieniony jest Herburt z Gryżowa.
Król Czech Zygmunt Luksemburski w 1421 wraz z mieszkańcami Wrocławia, Środy Śląskiej i Namysłowa zaoferował Herburtowi pomoc w walce z wojskami husyckimi. Nie wiadomo, czy zamek Gryżów bronił się przed Husytami. Alfons Nowack, powołując się na Förstera, pisze: „Husyci przebywali w Gryżowie 14 dni i zamek nie został już odbudowany. Pierwsze nie jest prawdopodobne, ponieważ po 13 marca 1428 r. następował jeszcze pochód (husytów), a 18 dnia tego samego miesiąca nastąpiło spotkanie wojsk husyckich w Nysie – Starym Mieście, które pokonało wojska Konrada bez zajmowania miasta. O tym, że zamek Gryżów, który zresztą minimalnie został zniszczony, ponownie odbudowano, poświadczają jasno źródłowe dokumenty dotyczące wojen husyckich”.